# Leichtathletik-Weltmeisterschaften 2003/400 m der Männer

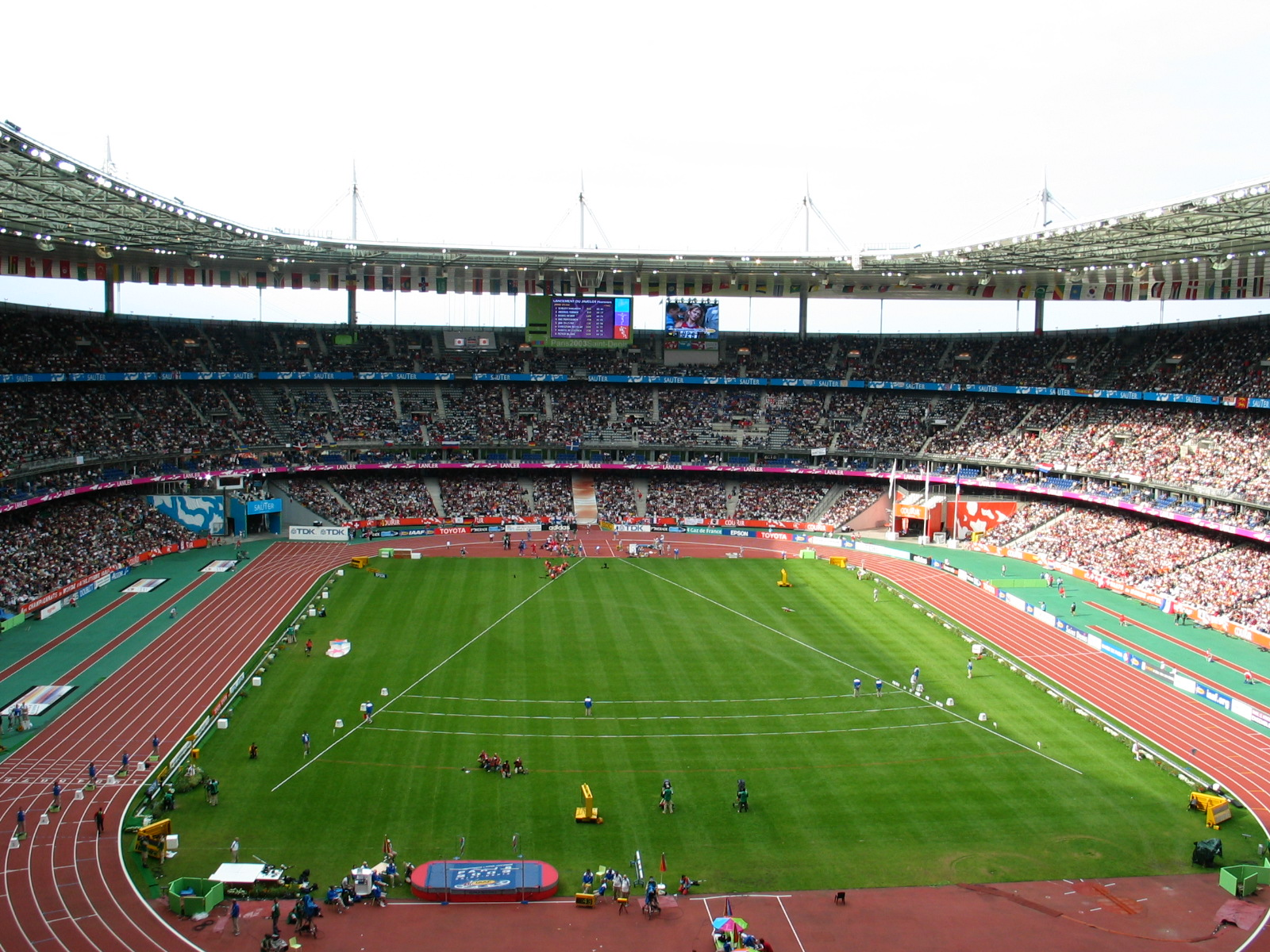
Stade de France in Paris/Saint-Denis am Schlusstag der Leichtathletik-Weltmeisterschaften

Der 400-Meter-Lauf der Männer bei den Leichtathletik-Weltmeisterschaften 2003 wurde vom 23. bis 26. August 2003 im Stade de France der französischen Stadt Saint-Denis unmittelbar bei Paris ausgetragen.
Weltmeister wurde der US-amerikanische WM-Dritte von 1997 Tyree Washington. Er gewann vor dem Franzosen Marc Raquil, der am Schlusstag mit der 4-mal-400-Meter-Staffel seines Landes die Goldmedaille errang. Auf den dritten Platz kam der Jamaikaner Michael Blackwood. Auch er war mit der Staffel seines Landes am Schlusstag noch einmal erfolgreich und gewann die Silbermedaille.
Die Abstände unter den ersten vier Finalisten waren äußerst knapp. Zwischen Weltmeister Tyree Washington und Vizeweltmeister Marc Raquil lagen gerade einmal zwei Hundertstelsekunden. Bronzemedaillengewinner Michael Blackwood folgte mit einer weiteren Hundertstelsekunde Rückstand. Dem viertplatzierten Franzosen Leslie Djhone fehlten drei Hundertstelsekunden auf den Bronzerang.

## Bestehende Rekorde
| Weltrekord               | 43,18 s | Michael Johnson | WM 1999 in Sevilla, Spanien | 26. August 1999 |
| Weltmeisterschaftsrekord | 43,18 s | Michael Johnson | WM 1999 in Sevilla, Spanien | 26. August 1999 |

Der bestehende WM-Rekord wurde bei diesen Weltmeisterschaften nicht eingestellt und nicht verbessert.
Es wurde ein Landesrekord aufgestellt:
- 44,79 s – Marc Raquil (Frankreich), Finale am 26. August

## Doping
Der Wettbewerb war von zwei Dopingfällen überschattet.
- Der US-Amerikaner Jerome Young, der zunächst als Sieger geehrt worden war, wurde als Mehrfachtäter im Jahr 2004 lebenslang gesperrt. Er war unter anderem positiv auf die verbotenen Mittel Erythropoetin (EPO) und Nandrolon getestet worden.[2]
- Youngs zunächst sechstplatzierter Landsmann Calvin Harrison wurde bei den US-Meisterschaften 2003 positiv auf Modafinil getestet und hätte bei diesen Weltmeisterschaften nicht starten dürfen. Weil es sich um ein Zweitvergehen handelte, gab es neben der Aberkennung seiner Resultate eine zweijährige Sperre für ihn.[3]

Betroffen von der Disqualifikation der beiden Athleten war auch die US-amerikanische 4-mal-400-Meter-Staffel. Sowohl Young als auch Harrison waren dort eingesetzt worden.
Benachteiligt wurden in erster Linie folgende Athleten:
- Folgende Läufer erhielten ihre Medaillen erst mit einer einjährigen Verspätung:
  - Tyree Washington, USA – Goldmedaille
  - Michael Blackwood, Jamaika – Bronzemedaille, zudem keine Teilnahme an der Siegerehrung
- Folgende Läufer wären über die Zeitregel im Finale startberechtigt gewesen:
  - Hamdan al-Bishi, Saudi-Arabien 44,99 s
  - Gary Kikaya, Republik Kongo 44,99 s
- Im Halbfinale wären drei Läufer anstelle der beiden gedopten Athleten über die Zeitregel startberechtigt gewesen, zwei von ihnen waren zeitgleich, sodass 25 Wettbewerber am Halbfinale angetreten wären. Eines der drei Rennen wäre mit neun statt der üblichen acht Teilnehmer gestartet worden:
  - Marcus La Grange, Südafrika – 45,68 s
  - Andrea Barberi, Italien – 45,87 s
  - Jimisola Laursen, Schweden – 45,87 s

## Vorrunde
Die Vorrunde wurde in sieben Läufen durchgeführt. Die ersten drei Athleten pro Lauf – hellblau unterlegt – sowie die darüber hinaus drei zeitschnellsten Läufer – hellgrün unterlegt – qualifizierten sich für das Halbfinale.

### Vorlauf 1
23. August 2003, 16:35 Uhr
| Platz | Name                               | Nation          | Zeit (s)                                         |
| ----- | ---------------------------------- | --------------- | ------------------------------------------------ |
| 1     | Michael Blackwood                  | Jamaika         | 45,13                                            |
| 2     | Éric Milazar                       | Mauritius       | 45,15                                            |
| 3     | Avard Moncur                       | Bahamas         | 45,40                                            |
| 4     | Anderson Jorge Oliveira dos Santos | Brasilien       | 45,62                                            |
| 5     | Marcus La Grange                   | Südafrika       | 45,68 eigentlich für das Halbfinale qualifiziert |
| 6     | Victor Kibet                       | Kenia           | 46,15                                            |
| 7     | Yoube Ould H'meïde                 | Mauretanien     | 49,60                                            |
| DSQ   | Geoffrey Bai                       | Papua-Neuguinea | IAAF Rule 163.3 – Bahnübertreten                 |

### Vorlauf 2
23. August 2003, 16:41 Uhr
| Platz | Name               | Nation     | Zeit (s)                      |
| ----- | ------------------ | ---------- | ----------------------------- |
| 1     | Yeimer López       | Kuba       | 45,62                         |
| 2     | Sofiane Labidi     | Tunesien   | 46,07                         |
| 3     | Vincent Mumo Kiilu | Kenia      | 46,09                         |
| 4     | Zsolt Szeglet      | Ungarn     | 46,14                         |
| 5     | Daniel Batman      | Australien | 46,22                         |
| 6     | Paul McKee         | Irland     | 46,43                         |
| DOP   | Calvin Harrison    | USA        | für das Halbfinale zugelassen |

### Vorlauf 3
23. August 2003, 16:47 Uhr
| Platz | Name                  | Nation                  | Zeit (s) |
| ----- | --------------------- | ----------------------- | -------- |
| 1     | Gary Kikaya           | Republik Kongo          | 45,45    |
| 2     | Cédric Van Branteghem | Belgien                 | 45,69    |
| 3     | Carlos Santa          | Dominikanische Republik | 45,89    |
| 4     | Ezra Sambu            | Kenia                   | 46,01    |
| 5     | Ioan Vieru            | Rumänien                | 46,61    |
| 6     | Chris Lloyd           | Dominica                | 46,74    |
| 7     | Nagmeldin Ali Abubakr | Sudan                   | 46,78    |

### Vorlauf 4

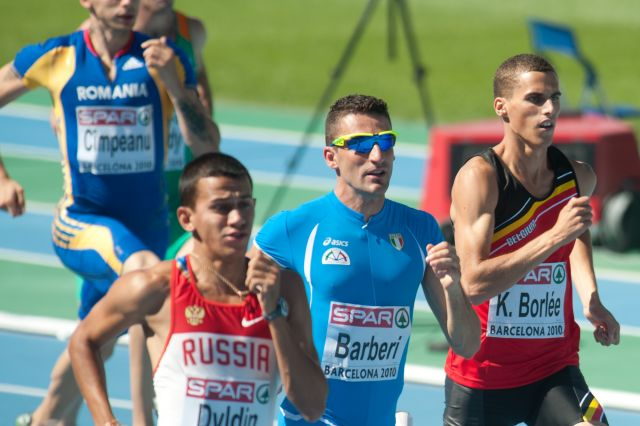
Andrea Barberi schied aus, wäre jedoch zur Teilnahme am Halbfinale berechtigt gewesen

23. August 2003, 16:53 Uhr
| Platz | Name              | Nation         | Zeit (s)                                         |
| ----- | ----------------- | -------------- | ------------------------------------------------ |
| 1     | Tyree Washington  | USA            | 45,30                                            |
| 2     | Daniel Caines     | Großbritannien | 45,35                                            |
| 3     | Leslie Djhone     | Frankreich     | 45,48                                            |
| 4     | Ingo Schultz      | Deutschland    | 45,55                                            |
| 5     | Andrea Barberi    | Italien        | 45,87 eigentlich für das Halbfinale qualifiziert |
| 6     | California Molefe | Botswana       | 46,12                                            |
| 7     | Malik Louahla     | Algerien       | 46,22                                            |

### Vorlauf 5
23. August 2003, 16:59 Uhr
| Platz | Name                | Nation             | Zeit (s) |
| ----- | ------------------- | ------------------ | -------- |
| 1     | Marc Raquil         | Frankreich         | 45,49    |
| 2     | Brandon Simpson     | Jamaika            | 45,60    |
| 3     | Shane Niemi         | Kanada             | 45,83    |
| 4     | Anton Galkin        | Russland           | 45,89    |
| 5     | Sugath Thilakaratne | Sri Lanka          | 46,09    |
| 6     | Jun Osakada         | Japan              | 46,51    |
| 7     | Danilson Ricciuli   | Guinea-Bissau      | 48,74    |
| DNS   | Kelsey Nakanelua    | Amerikanisch-Samoa |          |

### Vorlauf 6
23. August 2003, 17:05 Uhr
| Platz | Name                | Nation        | Zeit (s)                         |
| ----- | ------------------- | ------------- | -------------------------------- |
| 1     | Hamdan al-Bishi     | Saudi-Arabien | 45,82                            |
| 2     | David Canal         | Spanien       | 45,86                            |
| 3     | Paul Gorries        | Südafrika     | 45,98                            |
| 4     | Stilianós Dimótsios | Griechenland  | 46,48                            |
| 5     | Mitsuhiro Satō      | Japan         | 46,53                            |
| DSQ   | Bothwell Nachihulu  | Sambia        | IAAF Rule 163.3 – Bahnübertreten |
| DOP   | Jerome Young        | USA           | für das Halbfinale zugelassen    |

### Vorlauf 7
23. August 2003, 17:11 Uhr
| Platz | Name              | Nation              | Zeit (s)                                         |
| ----- | ----------------- | ------------------- | ------------------------------------------------ |
| 1     | Chris Brown       | Bahamas             | 45,35                                            |
| 2     | Fawzi al-Shammari | Kuwait              | 45,41                                            |
| 3     | Alleyne Francique | Grenada             | 45,62                                            |
| 4     | Clinton Hill      | Australien          | 45,64                                            |
| 5     | Jimisola Laursen  | Schweden            | 45,87 eigentlich für das Halbfinale qualifiziert |
| 6     | Davian Clarke     | Jamaika             | 46,26                                            |
| 7     | Kenmore Hughes    | Antigua und Barbuda | 48,63                                            |
| 8     | Un Kei Chao       | Macau               | 50,11                                            |

## Halbfinale
Aus den drei Halbfinalläufen qualifizierten sich die jeweils ersten beiden Athleten – hellblau unterlegt – sowie die darüber hinaus zwei zeitschnellsten Läufer – hellgrün unterlegt – für das Finale.

### Halbfinallauf 1

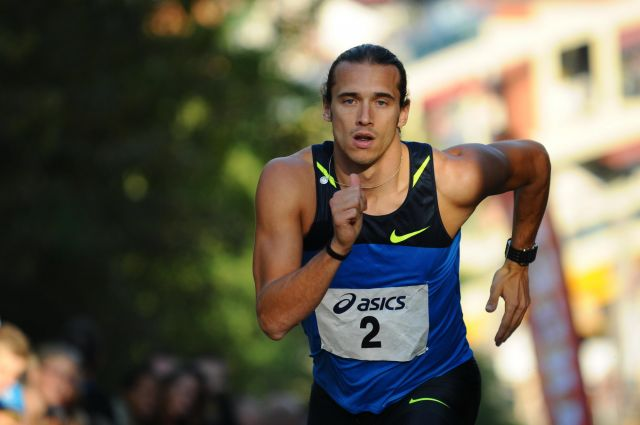
Cédric Van Branteghem schied mit 45,27 s als Vierter seines Halbfinallaufs aus

24. August 2003, 17:10 Uhr
| Platz | Name                               | Nation                  | Zeit (s)                                     |
| ----- | ---------------------------------- | ----------------------- | -------------------------------------------- |
| 1     | Éric Milazar                       | Mauritius               | 44,75                                        |
| 2     | Alleyne Francique                  | Grenada                 | 44,81                                        |
| 3     | Hamdan al-Bishi                    | Saudi-Arabien           | 44,99 eigentlich für das Finale qualifiziert |
| 4     | Cédric Van Branteghem              | Belgien                 | 45,27                                        |
| 5     | Carlos Santa                       | Dominikanische Republik | 45,43                                        |
| 6     | Anderson Jorge Oliveira dos Santos | Brasilien               | 45,94                                        |
| DOP   | Jerome Young                       | USA                     | für das Finale zugelassen                    |
| DOP   | Calvin Harrison                    | USA                     | für das Finale zugelassen                    |

### Halbfinallauf 2

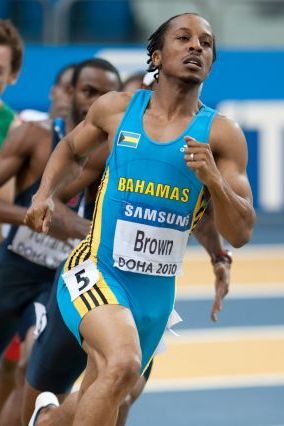
Chris Brown – sein fünfter Rang im zweiten Halbfinale in 45,29 s reichte nicht zur Finalteilnahme
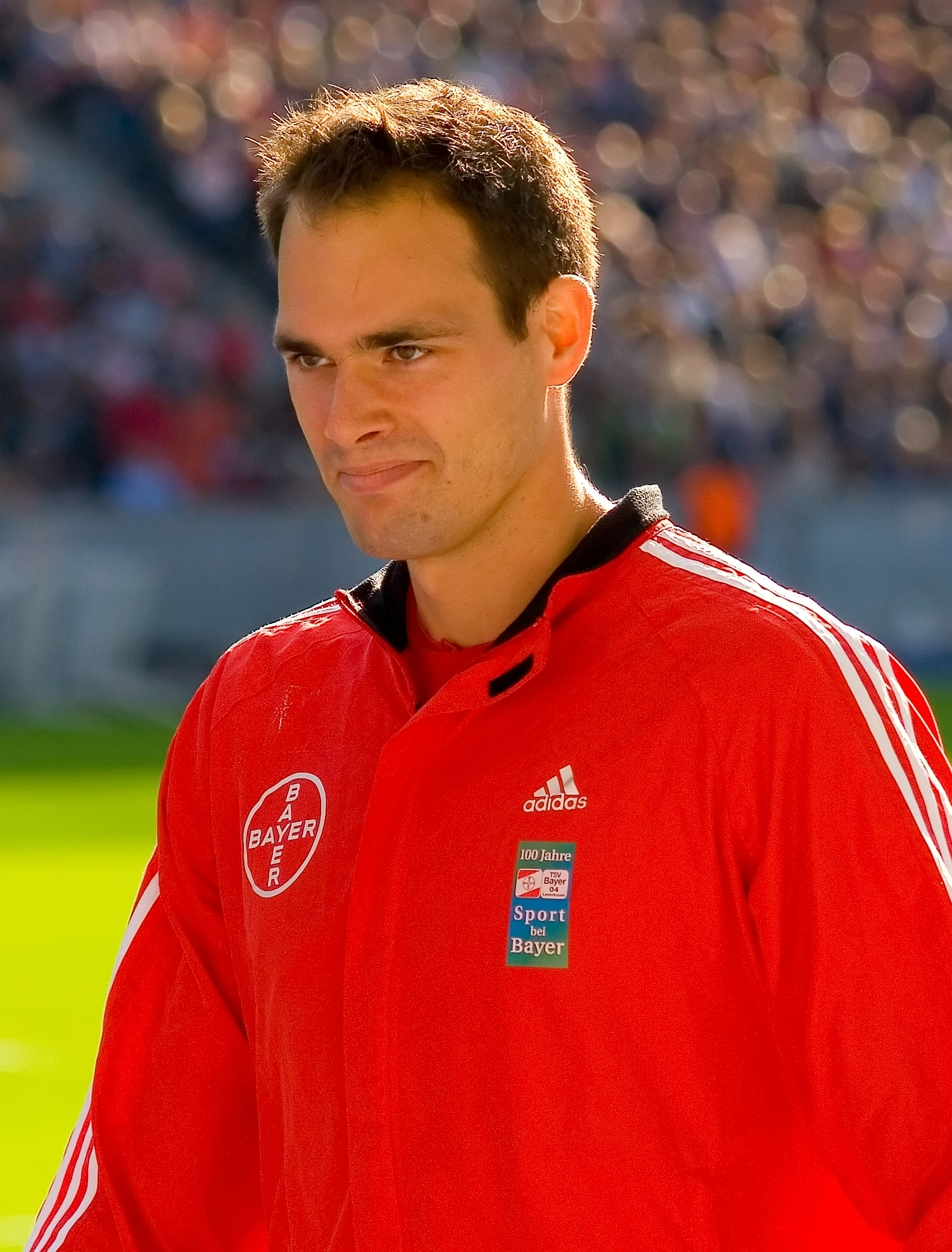
Der amtierende Europameister und Vizeweltmeister von 2001 Ingo Schultz scheiterte im Halbfinale

24. August 2003, 17:17 Uhr
| Platz | Name              | Nation         | Zeit (s) |
| ----- | ----------------- | -------------- | -------- |
| 1     | Tyree Washington  | USA            | 44,60    |
| 2     | Leslie Djhone     | Frankreich     | 45,03    |
| 3     | Daniel Caines     | Großbritannien | 45,29    |
| 4     | Chris Brown       | Bahamas        | 45,29    |
| 5     | Sofiane Labidi    | Tunesien       | 45,56    |
| 6     | Avard Moncur      | Bahamas        | 45,65    |
| 7     | Ingo Schultz      | Deutschland    | 46,02    |
| 8     | Fawzi al-Shammari | Kuwait         | 46,52    |

### Halbfinallauf 3

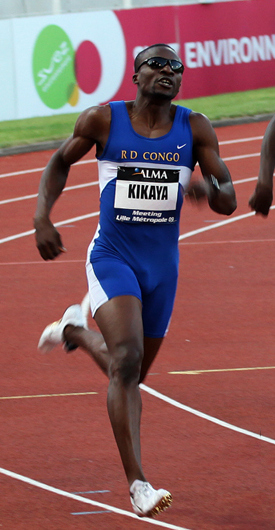
Gary Kikayas 44,99 s hätten ihn eigentlich zur Finalteilnahme berechtigt, doch die Dopingsünder versperrten ihm dazu den Weg

24. August 2003, 17:24 Uhr
| Platz | Name              | Nation         | Zeit (s)                                     |
| ----- | ----------------- | -------------- | -------------------------------------------- |
| 1     | Marc Raquil       | Frankreich     | 44,88                                        |
| 2     | Michael Blackwood | Jamaika        | 44,98                                        |
| 3     | Gary Kikaya       | Republik Kongo | 44,99 eigentlich für das Finale qualifiziert |
| 4     | Yeimer López      | Kuba           | 45,11                                        |
| 5     | Brandon Simpson   | Jamaika        | 45,18                                        |
| 6     | Clinton Hill      | Australien     | 45,35                                        |
| 7     | Shane Niemi       | Kanada         | 45,60                                        |
| 8     | David Canal       | Spanien        | 45,63                                        |

## Finale

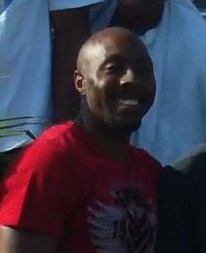
Weltmeister wurde Tyree Washington, 1997 war er WM-Dritter

26. August 2003, 21:50 Uhr
| Platz | Name              | Nation     | Zeit (s) |
| ----- | ----------------- | ---------- | -------- |
| 1     | Tyree Washington  | USA        | 44,77    |
| 2     | Marc Raquil       | Frankreich | 44,79 NR |
| 3     | Michael Blackwood | Jamaika    | 44,80    |
| 4     | Leslie Djhone     | Frankreich | 44,83    |
| 5     | Éric Milazar      | Mauritius  | 45,17    |
| 6     | Alleyne Francique | Grenada    | 45,48    |
| DOP   | Jerome Young      | USA        |          |
| DOP   | Calvin Harrison   | USA        |          |

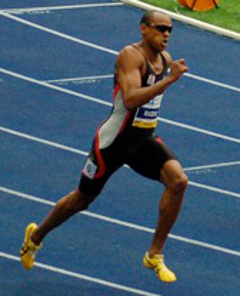
Vizeweltmeister Marc Raquil lief mit nur zwei Hundertstelsekunden Rückstand und neuem französischen Rekord ins Ziel – am Schlusstag gab es Gold für ihn mit seiner 4-mal-400-Meter-Staffel
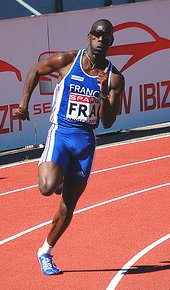
Leslie Djhone fehlten auf seinem vierten Platz nur drei Hundertstelsekunden zur Bronzemedaille

## Video
- IAAF 2003 World Championship Paris 400m Final auf youtube.com, abgerufen am 31. August 2020